# Chouzelot
Chouzelot ist eine französische Gemeinde mit 253 Einwohnern (Stand: 1. Januar 2022) im Département Doubs in der Region Bourgogne-Franche-Comté.

## Geographie
Chouzelot liegt auf 267 m, nahe bei Quingey, etwa 18 Kilometer südwestlich der Stadt Besançon (Luftlinie). Das Dorf erstreckt sich im westlichen Jura, am rechten (nördlichen) Ufer der Loue in einer Talweitung am Südfuß der Höhe des Gros Bois.
Die Fläche des 6,41 km² großen Gemeindegebiets umfasst einen Abschnitt des westlichen französischen Juras. Begrenzt wird das Gebiet im Osten und Süden durch die Loue, die hier in gewundenem Lauf durch ein ungefähr ein Kilometer breites Tal nach Südwesten fließt. Oberhalb von Chouzelot weitet sich das Tal zu einem Becken, das von den äußersten Höhenzügen des Juras umrahmt wird. Vom Flusslauf erstreckt sich das Gemeindeareal westwärts über die Talaue und einen Steilhang bis auf den bewaldeten Höhenzug des Gros Bois, welcher die parallel verlaufenden Täler von Loue und Doubs trennt. Er bildet mit 500 m die höchste Erhebung von Chouzelot.
Nachbargemeinden von Chouzelot sind Vorges-les-Pins im Norden, Cessey im Osten sowie Quingey im Süden und Westen.

## Geschichte
Im Mittelalter gehörte Chouzelot zur Herrschaft Quingey. Zusammen mit der Franche-Comté gelangte das Dorf mit dem Frieden von Nimwegen 1678 an Frankreich.

## Bevölkerung
| Jahr                       | 1962 | 1968 | 1975 | 1982 | 1990 | 1999 | 2005 | 2016 |
| Einwohner                  | 186  | 187  | 201  | 219  | 239  | 263  | 299  | 269  |
| Quellen: Cassini und INSEE |      |      |      |      |      |      |      |      |

Mit 253 Einwohnern (Stand 1. Januar 2022) gehört Chouzelot zu den kleinen Gemeinden des Départements Doubs. Nachdem die Einwohnerzahl in der ersten Hälfte des 20. Jahrhunderts deutlich abgenommen hatte (1881 wurden noch 281 Personen gezählt), wurde seit Beginn der 1970er Jahre wieder ein kontinuierliches Bevölkerungswachstum verzeichnet. Heute ist das Siedlungsgebiet von Chouzelot mit dem von Quingey zusammengewachsen.

## Wirtschaft und Infrastruktur
Chouzelot war bis weit ins 20. Jahrhundert hinein ein vorwiegend durch die Landwirtschaft (Ackerbau, Obstbau und Viehzucht) geprägtes Dorf. Daneben gibt es heute einige Betriebe des lokalen Kleingewerbes, insbesondere im Einzelhandel. Mittlerweile hat sich das Dorf auch zu einer Wohngemeinde gewandelt. Viele Erwerbstätige sind Wegpendler, die in den größeren Ortschaften der Umgebung ihrer Arbeit nachgehen.
Die Ortschaft ist verkehrstechnisch gut erschlossen. Sie liegt an der alten Hauptstraße N83, die von Besançon nach Lons-le-Saunier führt. Seit 1999 ist der Ortskern mit der Fertigstellung der Umfahrung von Quingey vom Durchgangsverkehr entlastet. Eine weitere Straßenverbindung besteht mit Saint-Vit.